# سان جيوفاني لا بونتا
سان جيوفاني لا بونتا (بالإيطالية: San Giovanni la Punta)‏ هي بلدة تقع في مقاطعة كاتانيا في صقلية في إيطاليا .

## السكان
في سنة 1861 بلغ عدد السكان 1٬631 نسمة، وتطور العدد ليصل في سنة 2011 لـ 22٬049 نسمة.
يظهر هذا المخطط البياني تطور النمو السكاني لـ سان جيوفاني لا بونتا